# ألي-بيردوكوفسكيي (كاراكاج-سيركيسيجا)
ألي-بيردوكوفسكيي (بالروسية: Али-Бердуковский) هي مدينة في جمهورية قراتشاي - تشيركيسيا في روسيا.